# Velký Malahov
Velký Malahov (en allemand : Großmallowa) est une commune du district de Domažlice, dans la région de Plzeň, en Tchéquie. Sa population s'élevait à 260 habitants en 2017.

## Géographie
Velký Malahov se trouve à 21 km au nord de Domažlice, à 33 km à l'ouest-sud-ouest de Plzeň et à 118 km à l'ouest-sud-ouest de Prague.
La commune est limitée par Mezholezy u Horšovského Týna au nord-ouest, par Zhoř au nord, par Skapce au nord-est, par Honezovice et Černovice à l'est, par Semněvice au sud et à l'ouest.

## Histoire
La première mention écrite de la localité date de 1379.

## Administration
La commune se compose de trois quartiers :
- Jivjany
- Ostromeč
- Velký Malahov